# 祭大!
祭大!（まつりだい）は日本の男性声優。主にアダルトゲームに出演している。

## 出演作品

### アダルトゲーム

#### 2005年
- パルフェ 〜ショコラ second brew〜（結城誠介）
- 魔界天使ジブリール -episode2- （ナレーター、フマキング・偽）

#### 2006年
- Schoolぷろじぇくと（フウキ君）
- ダンジョンクルセイダーズ 〜TALES OF DEMON EATER〜（ゲオルグ＝ルーレブルグ、ウェズレイ＝バーグマン）
- Lamento -BEYOND THE VOID-（吉良の長）

#### 2007年
- 月光のカルネヴァーレ（ヴァレンティーノ）

#### 2009年
- DEVILS DEVEL CONCEPT（翠碕悔）[1]
- BALDR SKY Dive2 ”RECORDARE”（桐島勲）[2]
- マジスキ 〜Marginal Skip〜（ミゲル王）[3]
- 装甲悪鬼村正（菊池明尭）

#### 2010年
- るいは智を呼ぶファンディスク -明日のむこうに視える風-（常務）

#### 2011年
- せきさば! 〜私立せきがはら学園女子サバイバルゲーム部〜（桐島経芳[4]、桐島芳経[5]）
- 太陽のプロミア（マルゴー）[6]
- HOTEL.（フリッツ神父）

#### 2013年
- Si-Nis-Kanto（ヘンリー[7]）
- 夢か現かマトリョーシカ（嘉稜 律然）